# Zvirići
Zvirići är en ort i Bosnien och Hercegovina.   Den ligger i entiteten Federationen Bosnien och Hercegovina, i den södra delen av landet, 100 km sydväst om huvudstaden Sarajevo. Zvirići ligger 109 meter över havet och antalet invånare är 292.
Terrängen runt Zvirići är huvudsakligen kuperad, men norrut är den platt.Närmaste större samhälle är Ljubuški, 8,2 km nordväst om Zvirići. 
Runt Zvirići är det ganska tätbefolkat, med 129 invånare per kvadratkilometer.